# 호열균

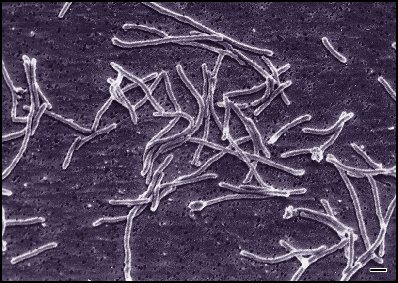
Thermus aquaticus(1969년 옐로스톤 국립공원 발견

호열균(好熱菌, Thermophile) 또는 호열성 세균은 비교적 높은 온도(45 ~ 122°C)에서 생존하는 미생물의 일종이다. 80°C 이상에서도 생존 가능한 호열균은 초호열균이라고 부른다.
호열균의 상당수는 고균이며, 다른 세균에 비해 상대적으로 높은 온도인 45°C 이상에서도 생존한다. 호열성 세균은 지구의 뜨거운 지역에서 많이 발견되는데, 폐석탄과 같이 자발적인 연소에 의하여 열을 내는 지역에서 자주 발견된다. 뜨거운 폐석탄에서 유출되는 유기화합물을 대사하고 번식한다. 테르모플라스마의 두 번째 종인 T.volcanium은 전 세계에 걸쳐 고온의 산성 토양에서 분리되었는데, 여러 개의 편모에 의한 높은 운동성을 나타낸다. 세포벽이 없이 삼투압 스트레스에 생존하고, 낮은 pH와 높은 온도라는 양쪽의 극한 환경에 견디기 위해서 테르모플라스마는 독특한 세포막 구조를 진화시켰다. 세포막은 lipoglycan이라 불리는 지질다당류 유사물질을 포함하고 있다. 테르모플라스마의 DNA는 높은 염기성의 DNA 결합단백질과 복합체를 이루어 구형 입자 속으로 DNA를 조직화하는데, 이는 진핵생물의 뉴클레오솜과 유사하다. 이 단백질은 진핵생물의 염기성 히스톤 단백질과 유사성이 있다. 히스톤과 비슷한 단백질들이 여러 다른 에우리고균에서 발견되고 있다.

## 역사

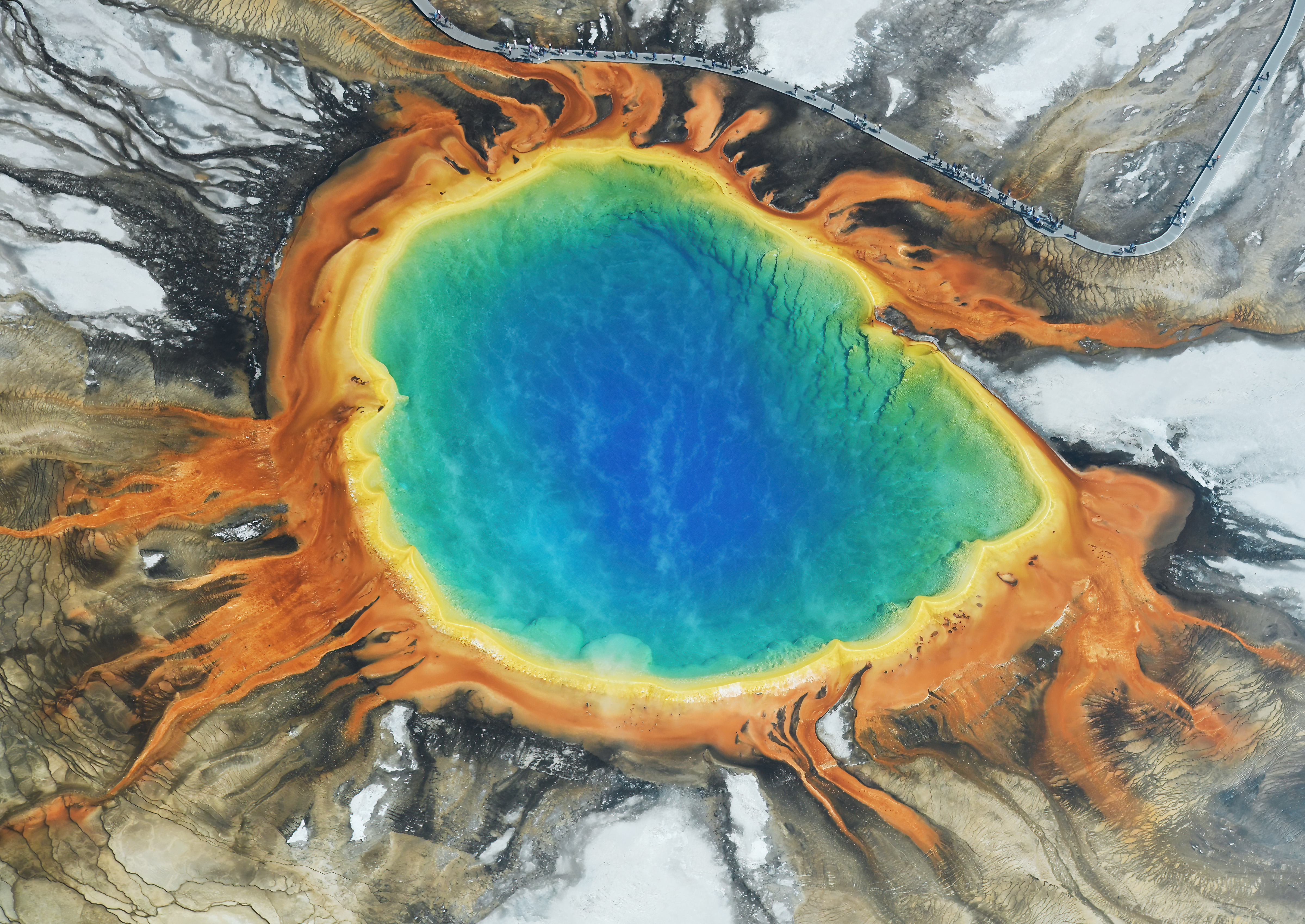
옐로스톤의 그랜드 프리스매틱온천.

1960년대 육상 온천(옐로스톤 국립공원, 일본에서는 하코네 온천, 이즈 등)에서 균을 분리했다. 생육 한계 온도 80°C 이상의 미생물이 발견되기 시작했다.
1970년대 잠수정 알빈 호(DSV Alvin)가 심해 열수광상을 발견하여 열수 분출구에 미생물이 존재하는 것이 시사되었다.
1980년대 적정 생존 가능 온도가 100 °C 이상인 미생물이 많이 발견된다. 1980년에는 생육 한계 온도가 87°C (Sulfolobus solfataricus)였지만, 1983년에는 Pyrodictium occultum가 발견되어 단번에 110 °C에 이르렀다.
1993년　캐리 멀리스가 내열성 DNA 폴리메라아제를 이용한 폴리메라아제 연쇄 반응(PCR) 연구를 통해 노벨 화학상을 수상한다. 이 때 호열균 Thermus aquaticus의 DNA 폴리메라아제가 이용되었으며, "Taq 포폴리메라아제"라는 이름도 여기서 유래했다.
- 한계 생육 온도 갱신의 역사
  - 1920년 - 65°C, Geobacillus stearothermophilus
  - 1969년 - 80°C, Thermus aquaticus (이하 모든 종은 열수 계열이다.)
  - 1972년 - 85°C, Sulfolobus acidocaldarius (이하 모든 종은 고균이다.)
  - 1980년 - 87°C, Sulfolobus solfataricus
  - 1981년 - 97°C, Methanothermus fervidus (이하는 해양 열수 분출공에서 발견된 종이다.)
  - 1981년 - 110°C, Pyrodictium occultum
  - 1997년 - 113°C, Pyrolobus fumarii
  - 2003년 - 121°C, Strain 121
  - 2008년 - 122°C, Methanopyrus kandleri

## 주요 호열성 세균
왼쪽 온도는 한계 생존 가능 온도, 괄호 안은 적정 생존 가능 온도
- 고균
  - 122°C（105°C）- Methanopyrus kandleri Strain 116 (에우리고균)
  - 121°C（106°C）- “Geogemma barossii” Strain 121 (크렌고균)
  - 113°C（106°C）- Pyrolobus fumarii (크렌고균)
  - 110°C（105°C）- Pyrodictium occultum, P. abyssi,P. brockii 등 (크렌고균)
  - 108°C（106°C）- Hyperthermus butylicus (크렌고균)
  - 105°C（103°C）- Pyrococcus woesei (에우리고균)
  - 104°C（102°C）- Pyrobaculum organotrophum (크렌고균)
  - 104°C（100°C）- Pyrobaculum aerophilum (크렌고균)
  - 103°C（100°C）- Pyrococcus furiosus (에우리고균)
  - 102°C（100°C）- Pyrobaculum islandicum  (크렌고균)

기타 테르모코쿠스속(Thermococcus, 모두 27종) 등 초호열균으로 약 70종이 있다.
편성호기성생물로는 Aeropyrum pernix(최고 100 °C, 통상 95 °C. 크렌고균)의 생존 가능 온도가 가장 높다.
- 세균
  - 95°C（85°C）- Aquifex pyrophilus
  - 90°C（80°C）- Thermotoga maritima
  - 85°C（70°C）- Thermodesulfobacterium commune
  - 82°C（65°C）- Thermus thermophilus
  - 80°C（72°C）- Thermus aquaticus
  - 65°C（60°C）- Geobacillus stearothermophilus

정식으로 발표된 초호열성 세균은 2개 속이며, 호열성 세균은 아주 많다.
- 진핵생물
  - 60°C（50°C）- Thermomyces lanuginosus (자낭균문)
  - 57°C（45°C）- Cyanidiophyceae (홍조류)

## 같이 보기
- 혐기성 소화
- 고세균
- 술폴로부스속
- 피롤로부스 푸마리